# Cercyon spathifer
Cercyon spathifer är en skalbaggsart som beskrevs av Ales Smetana 1978. Cercyon spathifer ingår i släktet Cercyon och familjen palpbaggar. Inga underarter finns listade i Catalogue of Life.